# Diastylopsis bosphorica
Diastylopsis bosphorica is een zeekommasoort uit de familie van de Diastylidae. De wetenschappelijke naam van de soort is voor het eerst geldig gepubliceerd in 1982 door Bacescu.